# Aniano de Alejandría
Aniano de Alejandría fue el segundo obispo de Alejandría, del año 63 al 82.
San Marcos llegó a Alejandría, procedente de Cirene y la Pentápolis, entrando por Racotis, un suburbio de este puerto, y se hospedó en casa de Aniano, al que convirtió al cristianismo, junto con su familia.
Ante el surgimiento de una pequeña comunidad cristiana en esta ciudad, San Marcos ordenó a Aniano obispo de la misma, conjuntamente con tres presbíteros y siete diáconos, quedando a cargo del pequeño grupo de fieles y con la encomienda de velar por estos. San Marcos se marchó de Alejandría por dos años, durante los cuales visitó Roma, Aquileia y Rávena, convirtiendo a la población local de estos y otros lugares. A su regreso, encontró que la iglesia alejandrina había crecido considerablemente, ya que éstos construyeron un templo en Bucalis, en la parte oriental del puerto, y la presidió hasta su muerte. Después del martirio de San Marcos, el número de cristianos egipcios aumentó, por lo que Aniano ordenó nuevos presbíteros y diáconos; aun así, la evangelización de Alejandría y el resto de Egipto nos es desconocido, aunque se tiene la idea de que el número de conversos fue exiguo, pero lo suficientemente notorio como para provocar la hostilidad de la población pagana hacia la nueva fe. Aniano murió anciano y fue enterrado al lado de San Marcos en el templo de Bucalis. Es venerado como santo por la Iglesia copta, la Iglesia católica y la Iglesia ortodoxa; su fiesta: 25 de abril.